# John Eccles
John Eccles, angleški skladatelj, * 1668, † 12. januar 1735.